# 89e division d'infanterie (Allemagne)
Pour les articles homonymes, voir 89e division d'infanterie.
La  89e division d'infanterie  (en allemand : 89. Infanterie-Division ou 89. ID) est une des divisions d'infanterie de l'armée allemande (Wehrmacht) durant la Seconde Guerre mondiale.

## Création
La 89. Infanterie-Division est formée en décembre 1939 en tant qu'élément de la 25. Welle (25e vague de mobilisation).

## Organisation

### Commandants
| Date                                 | Grade           | Commandant             |
| ------------------------------------ | --------------- | ---------------------- |
| 10 février 1944 - 8 septembre 1944   | Generalleutnant | Konrad-Oskar Heinrichs |
| 8 septembre 1944 - 15 septembre 1944 | Oberst          | Karl Rösler            |
| 15 septembre 1944 - 21 février 1945  | Generalmajor    | Walter Bruns           |
| 21 février 1945 - 8 mai 1945         | Generalmajor    | Richard Bazing         |

## Théâtres d'opérations
- Norvège : février 1944 - Juin 1944
- France : juillet 1944 - août 1944
- Ouest de l'Allemagne : août 1944 - Mars 1945
- Sud de l'Allemagne : Mars 1945 - Mai 1945

## Ordre de bataille
- Grenadier-Regiment 1055
- Grenadier-Regiment 1056
- Artillerie-Regiment 189
- Pionier-Bataillon 189
- Panzerjäger-Abteilung 189
- Füsilier-Bataillon 189
- Divisions-Nachrichten-Abteilung 189
- Divisions-Füsilier-Bataillon 189

1944
- Grenadier-Regiment 1055
- Grenadier-Regiment 1056
- Grenadier-Regiment 1063
- Artillerie-Regiment 189
- Pionier-Bataillon 189
- Feldersatz-Bataillon 189
- Panzerjäger-Abteilung 189
- Füsilier-Bataillon 189
- Divisions-Nachrichten-Abteilung 189
- Divisions-Füsilier-Bataillon 189